# 自衛隊カンボジア派遣

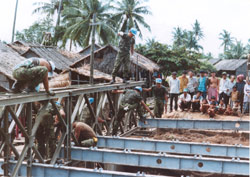
第1次カンボジア派遣施設大隊

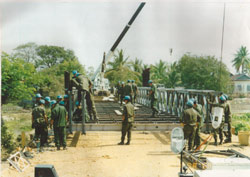
第1次カンボジア派遣施設大隊

自衛隊カンボジア派遣（じえいたいカンボジアはけん）とは、1992年（平成4年）9月以降、自衛隊が国際平和協力法に基づいて国際連合平和維持活動（PKO）の一環として、カンボジアへ派遣されたことをいう。
自衛隊からは施設大隊（施設科部隊）および停戦監視要員が派遣された。同時に、自衛隊以外からは文民警察要員および選挙監視要員の派遣も行われた。
自衛隊にとっては、自衛隊ペルシャ湾派遣に続く2度目の海外派遣であったが、陸上自衛隊にとっては初、国際連合の枠組みで活動するPKOとしても初の試みであった。

## 概要
1992年（平成4年）7月1日に、日本国政府はカンボジア国際平和協力調査団を同国に派遣した。7月27日に、陸・海・空各自衛隊の要員をスウェーデンにある国連訓練センターに派遣し、国連平和維持活動の要領等の修得を行わせた。
8月11日に、防衛庁長官は、陸・海・空各自衛隊に対して、国際平和協力業務実施に係る準備に関する長官指示を発した。また、同日に日本政府はカンボジア国際平和協力専門調査団を派遣した。
日本時間9月3日（ニューヨーク時間9月2日）に、国連から日本政府に対して正式な派遣要請を受ける。9月8日に、「カンボジア国際平和協力業務実施計画」および「カンボジア国際平和協力隊の設置等に関する政令」を閣議決定した。
施設大隊は、国際連合カンボジア暫定統治機構（UNTAC、United Nations Transitional Authority in Cambodia）の指図の下に、国際平和協力業務を実施することとなった。
派遣部隊は、建設（道路・橋等の修理等）のほか、「UNTAC構成部門等に対する水又は燃料の供給」および「UNTACの要請等に応じて実施する物資等の輸送」等の業務を行うこととなった。更に、1993年（平成5年）2月12日には医療（「UNTAC構成部門等の要員に対する医療」）の業務が、5月6日には「UNTAC構成部門等の要員に対する給食」および「UNTAC構成部門等の要員に対する宿泊又は作業のための施設の提供」の業務が追加された。

## カンボジア派遣施設大隊
施設大隊は、施設大隊本部、本部管理中隊、施設器材中隊、3個の施設中隊および施設輸送中隊で編成され、警務班が支援のため派遣されていた。約220名の本部管理中隊は後方支援などを担当した。また、現地の医療状況、自然環境および自衛隊の自己完結性から、医官3名、歯科医官1名を含む約20名の衛生班が置かれた。
施設大隊の作業用主要装備は、油圧ショベル、75式ドーザ、トラック、浄水セット、82式指揮通信車、89式地雷原探知機セットなどである。

### カンボジア派遣施設大隊の編制[1]
- 施設大隊本部
- 本部管理中隊
  - 補給小隊
    - 補給班
    - 需品班
    - 炊事班

  - 整備小隊
    - 施設班
    - 車両班
    - 不発弾処理班

  - 通信小隊
  - 施設警備班
  - 建設技術班
  - 衛生班
- 施設器材中隊
  - 器材小隊：グレーダー、ショベル、大型ドーザ等
  - 渡河器材小隊：軽門橋セット、軽徒橋セット
- 第1施設中隊
  - 施設小隊：特大型ダンプ
  - 器材小隊：グレーダー、ショベル、中型ドーザ等
- 第2施設中隊
- 第3施設中隊
- 施設輸送中隊
  - 輸送小隊：特大型トラック
  - ダンプ小隊：特大型ダンプ

### 第1次カンボジア派遣施設大隊
1992年（平成4年）9月11日に、独立部隊（師団・旅団隷下でなく防衛庁長官直轄）である第1次カンボジア派遣施設大隊を編成した。同大隊を9月17日以降カンボジアに出国させた。
第1次カンボジア派遣施設大隊は、中部方面隊隷下の第4施設団（京都府宇治市）を基幹として、第3師団（兵庫県伊丹市）、第10師団（名古屋市）、第13師団（広島県海田町）等の要員を以て600名規模で編成された。この中には2005年（平成17年）に第5次イラク復興支援群長となった太田清彦もいた。
1992年（平成4年）9月17日に呉港から海上自衛隊の輸送艦等により第1次カンボジア派遣施設大隊の一部の隊員がカンボジアへ向けて出港した。
9月23日および24日に航空自衛隊小牧基地を航空自衛隊輸送機により出発した第1次カンボジア派遣施設大隊の第1次先遣隊は、25日および26日にカンボジアヘ到着した。
10月3日および4日に第2次先遣隊の一部が、10月14日には本隊が到着した。10月28日に道路等の補修作業に着手した。
第1次カンボジア派遣大隊は1993年（平成5年）4月10日までに帰国し、第1次カンボジア派遣大隊は4月14日に編成が解かれた。

### 第2次カンボジア派遣施設大隊
第2次カンボジア派遣施設大隊は、1993年（平成5年）3月8日に編成を完結し、3月29日以降出国した。4月8日に第2次カンボジア派遣施設大隊は第1次派遣施設大隊から指揮権を承継した。
第2次カンボジア派遣施設大隊は、北部方面隊隷下の第3施設団（恵庭市）を基幹として、第2師団（旭川市）、第5師団（帯広市）、第7師団（千歳市）、第11師団（札幌市）等の要員を以て600名規模で編成された。
第2次派遣大隊は1993年（平成5年）9月26日に編成が解かれた。

## 武器使用
施設大隊は、小型武器として拳銃及び小銃のみ携行した。現地のゲリラ兵よりも軽装備の武装であって自衛が可能か論議はあったが、戦後初の地上部隊の海外派遣ということもあり、国内外の刺激を抑えるためにも軽装備のみとなった。
武器使用については、「自己又は自己と共に現場に所在する他の自衛隊員、国際平和協力隊の隊員の生命又は身体を防衛するためやむを得ない必要があると認める相当の理由がある場合には、その事態に応じ合理的に必要と判断される限度で武器を使用することができる」ことが国際平和協力法第24条において認められていた。
もっとも、部隊行動基準（武器使用規定）がともに活動する他国PKO部隊に比して著しく厳格であって、必要な場合にも隊員の武器使用を躊躇させ、また同一場所で活動する他国のPKO要員が襲撃を受けた場合にそれを守ることができないという問題点が浮かび上がった。実際に、日本の文民警察官高田晴行が殺害されるなどの事件も起きた。
そのため、次の自衛隊ルワンダ難民救援派遣に際しては機関銃の携行が認められ、また、数度の海外派遣を経て、1998年（平成10年）には国際平和協力法が改正されて、武器使用が現場の上官の命令によるべきことが、2001年（平成13年）には「自己の管理下に入った者」（自衛隊が保護した難民や同じ場所にある他国のPKO要員などが想定される）の防衛や自衛隊の武器などを防護するための武器使用が認められるに至る。

## 海上自衛隊及び航空自衛隊
自衛隊カンボジア派遣には、海上自衛隊及び航空自衛隊も加わった。
海上自衛隊は第1輸送隊司令を指揮官とするカンボジア派遣海上輸送補給部隊を編成する。同部隊は輸送艦「みうら」・「おじか」及び補給艦「とわだ」の計3隻、人員約390名によって構成されている。
派遣海上輸送補給部隊は、1992年9月17日に第1次派遣施設大隊の一部の人員や車両等を輸送するため、カンボジアへ向けて出港し、10月2日にカンボジアのシハヌークヴィル港に入港した。施設大隊に対する支援を終了し、12月14日にシハヌークヴィル港を出港して、補給艦「とわだ」は12月25日に呉港に、輸送艦の「みうら」「おじか」は、26日に横須賀港にそれぞれ帰港し、26日を以て派遣海上輸送補給部は編成を解かれた。
派遣に際し隊員家族との連絡手段として補給艦「とわだ」内に郵便局が設置された。
海上自衛隊の艦艇内に郵便局が設置されたのは自衛隊ペルシャ湾派遣時の補給艦「ときわ」に続き二例目である。
航空自衛隊は1992年9月21日以降に、第1次派遣施設大隊の第1次、第2次先遣隊の空輸支援のため、タイのウタパオ海軍基地に約20名、フィリピン・マニラ首都圏のニノイ・アキノ国際空港及びカンボジアプノンペンのプノンペン国際空港にそれぞれ数名の隊員を派遣した。その他、人員及び資器材の空輸を実施するため、カンボジアへ航空支援集団第1輸送航空隊（愛知県小牧市）のC-130H型輸送機を派遣した。
9月23日に小松基地から輸送機3機を、24日に輸送機3機を出発させる。9月27日及び28日に帰還する。また、10月26日以降、毎週1回程度の頻度で輸送機を連絡便として小牧基地とポチェントン空港の間に運航させ、派遣施設大隊が必要とする補給品やUNTACの必要とする機材等を空輸し、現地での活動を支援した。

## 停戦監視活動
施設大隊の活動以外にも、非武装のUNTACの停戦監視活動にも陸上自衛官が8名参加した。第1次と第2次派遣がある。

## その他
- 自衛隊のほか、文民警察官として警察官75名が全国の都道府県警察から派遣されたが、岡山県警の高田晴行警部補（殉職により岡山県警視に昇任）がゲリラの攻撃で射殺された為、これ以後の派遣は行っていなかった。2006年（平成18年）末に、東ティモールへ派遣されることで、日本警察もPKOへ復帰する事となった。
- 派遣中に行われたUNTAC参加国のレーションコンテストで、戦闘糧食II型が1位を獲得しており、自衛隊のレーションは、世界的に評判が良い。
- この派遣の際、現地語であるクメール語を理解する人材を確保すべく、自衛隊内で調査が行われ、父親が日本人で（現地で行方不明）母親がカンボジア人であり、日本国籍を保有して日本に帰国し、陸上自衛隊に勤務していた陸士長が選抜され、司令部要員として現地に派遣され連絡調整業務にあたった。